# 支那の夜
『支那の夜』（しなのよる）は、流行歌「支那の夜」のヒットを受けて、1940年（昭和15年）に作られた日本映画である。

## 概要
東宝の看板スター・長谷川一夫と満洲映画協会（満映）の看板スター・李香蘭との共演による「大陸三部作」（『白蘭の歌』『支那の夜』『熱砂の誓ひ』）の2作目。
渡辺はま子の歌う「支那の夜」がヒットしていたことから、東宝映画（現在の東宝）が映画化を企画し、中華電影公司の上海ロケの撮影協力を得て制作された。
上海を舞台に、長谷川一夫扮する日本人貨物船船員・長谷哲夫が李香蘭扮する中国娘・桂蘭を救い、二人の間に恋が芽生えるというストーリーである。メロドラマ・音楽映画・ハリウッド映画・アクション映画・観光映画といった様々な要素を持つ複合型娯楽映画で、中国大陸への関心が高まっていた時期だった事もあり、各地で興行記録を更新。「今年度日本映画第一のヒット」と評価される人気作となった。
この映画に主演した「李香蘭」こと山口淑子は、第二次世界大戦の終戦後、中華民国政府により文化漢奸（売国奴）容疑で逮捕されたが、裁判で中国人でないことが証明され、無罪となり国外追放となった。その判決で裁判長から道義上の問題として、中国人の芸名で『支那の夜』など一連の映画に出演した事を問題にされ、山口は謝罪している。
もともと、長谷川は山口との共演は『白蘭の歌』だけで、今作で共演する気はなかった。長谷川は山口に直接伝えたその理由として「君は俳優として、一緒に仕事をするのに申し分ない、素晴らしいと思っている。だが、満映（山口の所属法人）とは二度と組む気はないので、白蘭の歌1作きりにしたい。」と述べた。だが理事長・甘粕正彦が長谷川の所属する東宝を通じて圧力をかけて、再共演を実現させたらしい（長谷川は甘粕を気に入らなかったのも、満映を避けた理由といえる）。

## あらすじ
船員長谷哲夫と山下仙吉は、上海の雑踏で中年日本人男性と口論になっていた桂蘭という中国娘を救う。実は桂蘭は抗日の中国人で、日本人に恩を受けることを非常に嫌っており、助けてもらった借りを働いて返すと言って、長谷と山下の住むハウス（日本人専用のホテル）に付いてくる。住む家もなく上海の街を放浪していた桂蘭がその汚れを風呂で落とすと、その美しさに長谷は驚き、桂蘭の日本人に対する誤解を解くことを決意する。
実のところ桂蘭は、上海の資産家の娘で、日本の攻撃によって両親も家も失ったことで、日本人を相当憎んでいたのだった。ある日、高熱を出した桂蘭をホテルに住む日本人や、長谷を慕うとし子らが懸命に看病して治すが、桂蘭はその親切を素直に受けようとしないので、長谷は思わずその頬を打ってしまう。桂蘭は自分のひねくれた心を反省し、また長谷への想いにも気付く。
ある夜、桂蘭が、かつて属していた抗日組織に誘拐される。目的は、長谷から軍需物資の輸送計画を聞き出すことだったが、呼び出された長谷は断固として応じない。長谷が撃たれようとしたその時、桂蘭の機転で事態は一転し、駆けつけた警察によって長谷は救出される。このことで、長谷と桂蘭の仲は一気に深まり、二人は結婚することになる。
結婚式の夜、長谷に軍需物資の輸送の指揮を執れという命令が下り、長谷は新婚の妻を置いて出動する。果たして輸送船は、抗日組織の攻撃を受ける。帰りを待つ桂蘭の元に、長谷が亡くなったという知らせが届く。桂蘭は、かつて二人で楽しい時を過ごした蘇州に馬車を走らせ、虎丘で長谷を偲び泣き崩れ、やがて運河の辺で入水自殺を図る。すると、そこに実は助かっていた長谷が馬車で駆けつけ、長谷に気づいた桂蘭と運河に架かる石橋の上で抱き合うのであった。

## 国策映画をめぐる議論
本作は、大日本帝国の中国大陸進出を正当化するメロドラマであるとされ、李香蘭という中国名でヒロインを演じた山口淑子も、日本人に殴られた中国人娘が殴った日本人に好意を抱く描写を、中国人側から見ると屈辱的であると解説し、「日本は強い男。中国は従順な女。中国が日本を頼るなら、日本はこのように中国を守ってやろう」というのが本作のメッセージであるとしている。李香蘭を中国人と思っている中国人の友人からも、たびたび『支那の夜』を批判されていたという。
このように『支那の夜』は、日中戦争のプロパガンダを目的として作られた国策映画との考えが一般的であるが、これを否定する議論もある。企画には日本軍や大日本帝国政府関係者が関わっておらず、恋愛が主体のメロドラマであるこの映画は、当時の国策映画像と大きくかけ離れたものだった。そのため、軍人・映画評論家・映画検閲官・新聞の投書等から「国策に逆行する映画」である事を理由に、様々な批判が浴びせられた。
一見プロパガンダに思えるストーリーは、映画検閲を逃れる対策であったが、上海市の戦跡を舞台にしたメロドラマのシーンは検閲官を激怒させ、主演二人が抱き合うシーンは「弱腰すぎる」という理由でカットが行われた。
歴史学者の古川隆久は国策映画説を否定し、「典型的な娯楽映画」であると主張しているが、その古川も否定論は定説には至っていないと認めている。

## 外国上映

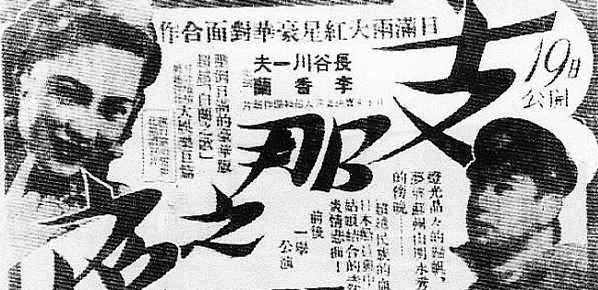
中国語での広告

『支那の夜』は1940年から終戦直後まで、以下の地域で上映された。
日本(朝鮮、台湾を含む)・中国・満洲国・アメリカ・フランス領インドシナ・タイ・香港・フィリピン・ビルマ・インドネシア 　　
多くの地域で上映された背景には、当時アジアの日本の占領地では、主題歌の｢支那の夜｣が広く流行していたという理由がある。当時の映画雑誌では「音楽映画の豊富さと、全体にみなぎる甘美な色調によって、南方いづこの地においても大衆的な歓迎を受けた」「李香蘭は、彼等の崇拝の対象となりつつある」「支那の夜の成功は、李香蘭の魅力によると共に、南方民族政策上看過することを許されぬ華僑の、母国への郷愁を含めての支持があった」と批評されている。

## 中国上映
1940年直後、北京・上海等、中華民国の日本占領地域で上映されたが、「支那」という言葉が問題のため、「上海之夜」として上映された地区もあった。
1943年の北京市での記者会見で、李香蘭は本作を含む大陸三部作について「あれらの映画は、中国を理解していないどころか、侮辱している」「あなたは中国人でしょう? それなのに、なぜ、あのような映画に出演したのですか」と李香蘭を中国人と信じる中国人記者から咎められ、中国人名を名乗ることで結果的に中国人を騙すことに罪悪感を感じていた李香蘭はこれをきっかけに満映退社を決意する。
その一方、1943年2月上海でのリバイバル上映時（タイトル「春的夢」）には現地で主題歌が流行していた為、13日間約2万3千人の観客（中国人が9割）を動員。「観客が主題歌を和して歌う」現象が起き、雑誌「大華」には「私みたいな映画ファン兼音楽ファンにとって、『支那の夜』は紛れもなく宝のような作品だ」という中国人観客の投書が寄せられた。
しかし映画の批評は「この映画で彼女（李香蘭）が日本人からさんざん恩を売られ、日本人にだけ都合のいいアイドルの役に甘んじていることを快く思わなかった」という事で厳しかった。

## 戦後
戦後の日本では、オリジナル版から約30分シーンがカットされ（一説によれば、1940年にフランス領インドシナに輸出されたバージョン）、「蘇州夜曲」と改題された上で1952年に再上映された。
このバージョンのものは、2003年キネマ倶楽部からビデオ発売され、2009年2月と2010年8月にCSテレビ局で放映された。
オリジナル版は時折、国立映画アーカイブで上映されている。

## スタッフ
- 監督：伏水修
- 製作：滝村和男
- 脚本：小国英雄
- 撮影：三村明
- 美術：松山崇
- 音楽：服部良一
- 出演
  - 長谷哲夫：長谷川一夫
  - 桂蘭：李香蘭
  - 山下仙吉：藤原鶏太（釜足）
  - 三浦とし子：服部富子
  - 張子仙：汐見洋
  - 山崎文之助：御橋公
  - 池田（船員）：嵯峨善兵
  - 荒田：藤輪欣司
  - 船長：鬼頭善一郎
  - 柳井：長島武夫
  - 荒田正男：小高たかし
  - 山崎なつ：清川玉枝
  - 荒田のおばさん：三條利喜江
  - 桂蘭の母：藤間房子
  - 桂蘭の婆や：小峰千代子
  - 壮士風の男：今成平九郎

## 劇中で使われた歌
主題歌は「支那の夜」。挿入歌として「蘇州夜曲」「想兄譜」がある。渡辺はま子の歌うレコード「支那の夜」の映画化作品だが、映画の中では「蘇州夜曲」とともに「支那の夜」はヒロインである李香蘭が歌っている。「想兄譜」が三浦とし子役の服部富子によって歌われている。
劇中で「支那の夜」を歌った李香蘭にもレコードで「支那の夜」を出すように再三依頼があったが、中国人は枝葉を意味する「支」の字を使った「支那」の名で祖国を呼ばれることに怒っていると知っていた満洲国育ちの李香蘭は、依頼を断った。
- 「支那の夜」（1938年12月発売）

作詞：西條八十
作曲：竹岡信幸
歌：渡辺はま子
- 「蘇州夜曲」（1940年6月発表）

作詞：西條八十
作曲：服部良一
歌：李香蘭（レコードは渡辺はま子）
- 「想兄譜」（1940年6月発表）

作詞：西條八十
作曲：竹岡信幸
歌：服部富子（レコードは渡辺はま子）

## 宝塚少女歌劇
映画公開と前後して、宝塚大劇場における宝塚少女歌劇6月花組公演として『支那の夜』が上演された。